# Talbot
Talbot — франко-британская марка автомобилей. На данный момент производство под этой маркой прекращено, а права на неё принадлежат французскому концерну PSA.

## История
История автомобилей Talbot уходит корнями в конец XIX века. История марки берёт начало в 1902 году, когда предприимчивый француз-делец Адольф Клеман, выпускавший заднемоторные четырёхколёсные автомобили, обратил свой взор по другую сторону Ла-Манша — в Британское королевство.
Английский граф Шрусберри & Тальбо взялся финансировать амбициозный проект Клемана. Результатом франко-английского сотрудничества графа и бизнесмена стала фирма по продаже французских автомобилей в Англии, названная Clement-Talbot. Однако в 1904 году граф Тальбо, воодушевлённый успехом предприятия, решает наладить в Англии собственное производство машин. Автомобили с задним расположением двигателя, выпускавшиеся под маркой «Clement-Talbot» и стали прародителями известной марки Talbot.
В 1920 году она вливается в состав франко-британской группы STD (Sunbeam-Talbot-Darracq).
В 1935 году концерн разделился на два — английский и французский. Производство во Франции, в Сюрезнесе, продолжалось до 1959 года, затем Talbot перешёл к французской фирме Simca.
Последняя с 1970 года принадлежала американскому концерну Крайслер и официально называлась «Крайслер-Франс».
В 1978 году «Крайслер-Франс» (бренд Simca) был продан концерну Peugeot-Citroën. С 1979 года все модели Simca начали производить под маркой Talbot. Одновременно под маркой Talbot начали продавать и английские модели под брендами «Крайслер-Великобритания» (Chrysler-UK) и Hillman. Некоторые автомобили, выпускаемые на заводе в Пуасси, могли одновременно иметь два значка на своём кузове — Talbot и Simca. Это стало причиной путаницы и появления в некоторых изданиях новой «марки» — Talbot-Simca, что, конечно же, является ошибкой.
Легковые автомобили Talbot, как перед тем и Simca, не отличались качеством сборки, и спрос на них к середине 80-х катастрофически упал. В 1985 году производство легковых автомобилей Talbot было свёрнуто в Великобритании, в 1986-м — во Франции, а в 1987 году производство легковых автомобилей марки Talbot было остановлено на филиале в Испании и больше не возобновлялось. Последними серийными легковыми Talbot стала партия дизельных такси модели Solara для Мадрида. Последняя перспективная разработка Talbot — хетчбэк на замену модели Horizon пошла в серию как Peugeot 309. Отделение Peugeot-Talbot концерна PSA прекратило своё существование де-юре в 1992 году. В то же время серия лёгких коммерческих фургонов Express (фактически праворульная версия модели Peugeot J5 (Fiat Ducato MkI) продолжалось с 1982 по 1994 год, т. е. ещё восемь лет после окончания выпуска легковых моделей марки Talbot.
В 2010 году появились сообщения, что альянс PSA Peugeot-Citroèn намерен возродить марку Talbot для выпуска под её именем бюджетных автомобилей. Таким образом, французская компания решила позаимствовать опыт своих соотечественников — Renault, производящих недорогие модели в рамках бренда Dacia.
В начале 2010-х PSA искал партнёра для разработки бюджетных моделей «возрождаемого» бренда Talbot. Одним из основных претендентов назывался китайский автопроизводитель Dongfeng, с которым у Peugeot и Citroen имеется совместный завод на территории Китая.

## Модельный ряд Talbot
- Talbot-Simca 1100 — 1967—1985 гг., переднеприводной 3-х и 5-дверный хетчбэк и универсал класса С (производство до 1981 г.), фургон 1100VF2 — до 1985 года;
- Talbot Matra Bagheera S — 1975—1980 гг., заднемоторное 3-местное купе, собиралось по контракту фирмой Matra;
- Talbot-Simca 1307/1308/1309 — 1975—1980 гг., Talbot 1510 — 1980—1982 гг., переднеприводной 5-дверный хетчбэк класса D, в Англии модель называлась Chrysler (Talbot) Alpine, а в Испании — Chrysler 150;
- Talbot Matra Rancho AS — 1977—1983 гг., переднеприводной универсал повышенной вместимости — предтеча современных кроссоверов, собирался по контракту фирмой Matra;
- Talbot Sunbeam — 1977—1981 гг., заднеприводной 3-дверный хетчбэк на укороченной платформе модели Avenger, до 1979 г. под маркой Hillman;
- Talbot Horizon — 1978—1986 гг., переднеприводной 5-дверный хетчбэк класса С, на всемирной платформе Chrysler (Dodge Omni/Plymouth Horizon)
- Talbot Matra Murena — 1980—1983 гг., центральномоторное 3-местное купе, собиралось по контракту фирмой Matra;
- Talbot Solara — 1980—1987 гг., переднеприводной седан класса D на базе хетчбэка 1510, в 1984—1985 гг. продавался в Англии под названиями Minx и Rapide;
- Talbot Samba — 1981—1986 гг., переднеприводной 3-х и 5-дверный компактный хетчбэк класса B на базе Peugeot 104;
- Talbot Samba Cabrio — 1982—1986 гг., переднеприводной 2-дверный кабриолет, собирался по контракту фирмой Pininfarina;
- Talbot Tagora — 1981—1983 гг., заднеприводной седан класса Е.
- Talbot Express — 1982—1994 гг., переднеприводной развозной фургон — праворульная версия модели Peugeot J5.